# Alexandr Konstantinovič Gavrilov
Alexandr Konstantinovič Gavrilov (rusky Александр Константинович Гаврилов; * 23. května 1941 Petrohrad) je ruský klasický filolog, překladatel a pedagog.

## Život
V roce 1964 absolvoval studium na filologické fakultě Leningradské státní univerzity. V roce 1975 obhájil diplomovou práci na pozici kandidáta filologických věd (Plutos od Aristofana) a v roce 1995 získal titul doktora historických věd. Od roku 1993 spolupracoval s Institute for Advanced Study v Princetonu a také s jeho evropskými pobočkami. Působí na petrohradském historickém ústavu Ruské akademie věd.

## Dílo
- Latinskojazyčné prameny k dějinám Kyjevské Rusi, 1989
- Petrohrad v osudu Heinricha Schliemanna, 2006
- O filolozích a filologii, 2010